# Икавитцы
Икавитцы — дворянский род.
Потомство доктора медицины Эдуарда Христианова Икавитца, произведённого 30 августа 1877 года в чин действительного статского советника, и определением Тамбовского дворянского депутатского собрания от 8 мая 1879 года внесён в третью часть дворянской родословной книги; определение это утверждено Правительствующим Сенатом 11 июня 1879 года.

## Описание герба
В чёрном щите золотой леопард, пожирающий червлёную змею. В серебряной главе щита три лазоревых шестиконечных звезды.
Щит увенчан дворянским коронованным шлемом. Нашлемник: четыре страусовых пера, внутренние чёрные, крайние золотые, между которыми три лазоревых шестиконечных звезды. Намёт: лазоревый с золотом. Девиз: «In labore virtus» золотыми буквами на чёрной ленте.

## Известные представители
- Икавитц, Эдуард Христианович (1831—1889) — врач, хирург, доктор медицины, общественный деятель.
- Икавитц, Николай Эдуардович (1858—?) — архитектор, гражданский инженер.